# 제천시 (선거구)
제천시는 대한민국의 옛 국회의원 선거구이다. 당시 충청북도 제천시 지역을 관할했다.

## 역사
제13대 국회의원 선거를 앞두고 충주시·제천시·중원군·제원군·단양군 선거구에서 분리되면서 신설되었다.
1995년 1월, 제천시와 제천군이 통합되면서 통합 제천시가 출범했다. 이에 제15대 국회의원 선거를 앞두고 제천시 선거구는 제천군·단양군 선거구와 통합되면서 제천시·단양군 선거구를 이루게 됨에 따라 폐지되었다.

## 역대 국회의원
| 선거   | 정당 | 정당       | 의원   |
| ------ | ---- | ---------- | ------ |
| 1988년 |      | 민주정의당 | 이춘구 |
| 1992년 |      | 민주자유당 | 이춘구 |

## 역대 선거 결과

### 대한민국 제13대 국회의원 선거
|  | 53.51% |

|  | 43.45% |

|  | 3.03% |

### 대한민국 제14대 국회의원 선거
|  | 67.19% |

|  | 17.87% |

|  | 12.47% |

|  | 2.44% |